# Vale Vény
O  vale Vény ou Veny  , é um vale da região de Aosta no maciço do Monte Branco, a sul de Courmayeur na Itália.
O vale é o ponto de partida para a via normal  italiana de acesso ao Monte Branco, a chamada via Ratti-Grasselli que atravessa o glaciar de Miage.

## Geografia
O vale foi modelado pelo glaciar de Miage, pelo glaciar da Brenva e pelo leito de rio Dora Baltea e divide-se em três partes principais:
- a que fica paralela ao maciço do Monte Branco entre o passo da Seigne e o glaciar de Miage
- a planície da parte intermédia que forma o Vale Veny com o rio Dora Baltea, e o seu afluente Dora Vény
- a parte que integra o vale dominado pelo Monte Branco

## Refúgios
Toma uma série de refúgios se encontram nas proximidades deste vale como sejam o refúgio Monte Branco, refúgio Elisabetta, refúgio Durier, refúgio Francesco Gonella, refúgio Monzino, etc. assim como muitos Bivouacs.